# Nubilité
Ne doit pas être confondu avec Majorité matrimoniale.
La nubilité désigne l'état d'une personne en âge de se marier et, par métonymie, peut aussi être un synonyme de puberté. L'âge nubile dépend du pays considéré et il peut être différent pour les filles et les garçons. Il peut différer de la majorité matrimoniale qui désigne l'âge où un individu peut se marier sans l'accord de ses parents ou tuteurs légaux. La Convention supplémentaire relative à l'abolition de l'esclavage, de la traite des esclaves et des institutions et pratiques analogues à l'esclavage adoptée par une conférence plénipotentiaire réunie par la résolution 608 (XXI) du Conseil économique et social des Nations unies demande de fixer un âge minimum approprié pour le mariage pour mettre fin aux institutions et pratiques analogues à l'esclavage.

« Il faut distinguer la puberté de la nubilité : celle-là arrive avant celle-ci ; on est pubère quelques années avant d'être nubile, c'est-à-dire avant d'avoir le corps suffisamment développé pour le mariage. »

— Émile Littré, Puberté

## Au Canada
En droit canadien et québécois, une personne peut se marier à l'âge de 16 ou 17 ans, mais elle doit obtenir le consentement de ses parents, en vertu de l'article 2.2 de la Loi sur le mariage civil.

## En France
En France, jusqu'à la Révolution, l'âge nubile était de 12 ans pour les filles et de 14 ans pour les garçons. La législation révolutionnaire du 20 septembre 1792 fit passer cet âge à 13 ans pour les filles et 15 pour les garçons mais, dans la réalité, le mariage avait lieu généralement autour de 25 ans (un peu plus tard pour les garçons que pour les filles) au XVIIIe siècle, le couple paysan devant s'établir (maison, terres, métier) avant de pouvoir convoler. Au XIXe siècle, l'âge était plus précoce car la révolution industrielle, en créant le métier d'ouvrier, permettait de s'établir plus tôt.
Douze ans plus tard, la création du Code civil par Napoléon Bonaparte et la loi du 1er germinal an XII (22 mars 1804) fit passer l'âge nubile à 15 ans pour les filles et 18 pour les garçons (art. 144 du Code civil).
La dernière modification de l'âge nubile date du 4 avril 2006, passant à 18 ans pour les filles. L'amendement a été voté dans le cadre de deux propositions de loi contre les violences conjugales. C'est à cette occasion seulement que, pour la première fois de l'histoire française, la nubilité des filles est devenue identique à celle des garçons.
Toutefois, des dispenses peuvent être accordées pour « motifs graves » :
« Néanmoins, il est loisible au procureur de la République du lieu de célébration du mariage d'accorder des dispenses d'âge pour des motifs graves. »
— Article 145 du Code civil
Il est toutefois nécessaire d'obtenir une autorisation parentale (article 148 du Code civil). Le mineur qui se marie est émancipé de plein droit (article 413-1 du Code civil).
En France en 2013, l'âge moyen au premier mariage reste légèrement inférieur pour les femmes (30,6 ans, contre 32,4 ans pour les hommes). En 2010, ces chiffres étaient respectivement de 30 ans et 31,8 ans. En 1994, ils étaient de 26,8 ans et 28,7 ans.

## En Inde
En Inde, la puissance coloniale britannique tendit régulièrement à repousser l'âge au mariage des jeunes Indien(ne)s ; la pratique traditionnelle du mariage d'enfants prépubères heurtait particulièrement la conception qu'administrateurs et missionnaires avaient de cette institution, et cela même si concrètement ces pratiques relevaient davantage d'une cérémonie d'engagement que d'un mariage stricto sensu.
De façon pragmatique, le législateur colonial chercha d'abord à fixer « l'âge au consentement », c'est-à-dire l'âge auquel les relations sexuelles pouvaient être considérées comme légales, qu'il s'agisse de filles mariées ou non mariées : d'abord établi à 10 ans en 1860, il l'est ensuite à 12 ans en 1891, non sans susciter l'opposition résolue des traditionalistes hindous.
Ce fut seulement après la Première Guerre mondiale que la question de l'âge au mariage en elle-même put être abordée. En 1927, après plusieurs tentatives avortées, un projet de loi en ce sens fut déposé, le Sarda Bill, fixant l'âge minimum au premier mariage à 14 ans pour les filles et 18 ans pour les garçons. Avec le soutien actif des associations de femmes indiennes, le Child Marriage Restraint Act fut finalement adopté en 1929, amendé ensuite, portant respectivement ces âges à 18 et 21 ans et appliqué en 1930.

## En Iran
En Iran les mariages entre hommes adultes et les enfants (filles) sont courants. Lorsqu'Hassan Rohani devient président de la république islamique d'Iran en 2013 il signe une loi autorisant les mariages avec les filles adoptives dès l'âge de 13 ans. Le parlement des mollahs a validé cette loi en 2013.